# Марлен Ройссер
Марлен Ройссер (нім. Marlen Reusser, нар. 20 вересня 1991) — швейцарська велогонщиця, срібна призерка Олімпійських ігор 2020 року.

## Виступи на Олімпіадах
| Олімпіада  | Дисципліна      | Місце |
| ---------- | --------------- | ----- |
| Токіо 2020 | групова гонка   | 46    |
| Токіо 2020 | роздільна гонка | 2     |

## Зовнішні посилання
- Марлен Ройссер [Архівовано 29 липня 2021 у Wayback Machine.] на сайті ProCyclingStats
- Марлен Ройссер [Архівовано 28 липня 2021 у Wayback Machine.] на сайті Cycling Archives

1. ↑  ProCyclingStats